# Nagelskäret
Nagelskäret is een van de eilanden van de Lule-archipel. Het eiland ligt heeft in het noorden een baai. De oostkant van de baai wordt gevormd door het voormalige eiland Björkskäret, dat in de loop van de tijd tegen Nagelskäret aan is komen te liggen. Het is tevens het hoogste punt van het totale eiland, ongeveer 10 meter. Er is weinig bebouwing, de enkele kleine huizen staan bij de baai en op Björkskäret. De naam komt van de vorm waarop spijkers er vroeger uitzagen, toen zij nog vaak draadnagel werden genoemd.
Bij onderzoek op de eilanden in 1757 vond men er een twintigtal schapen.  Het eiland is begonnen als een verzameling kleine eilanden, die alleen uit steen bestonden, skär. Bij Nagelskärhuvudet, kop van Nagelskär, liggen de restanten van een vissersdorp.